# Cecilia Sánchez
Cecilia Sánchez (28 de julio de 1953) es una filósofa, escritora y académica chilena. Sus investigaciones giran en torno a la relación entre lengua, escritura, literatura y política en América Latina; la filosofía en Chile, la relación entre cuerpo y política, las teorías del género y la diferencia sexual.

## Biografía
Se licenció en filosofía en la Universidad de Chile en 1989, para luego doctorarse en literatura (Pontificia Universidad Católica de Chile) y en filosofía (Universidad París 8) en el formato de cotutela. También obtuvo un diploma en ciencias sociales en la Facultad latinoamericana de Ciencias Sociales (FLACSO) y el Diplome d’Etudes Aproffondies (DEA) en la Universidad París 8.
Desde 1992 se desempeña como profesora en la Universidad Academia de Humanismo Cristiano. Es también profesora del Magíster de Género y Cultura de la Facultad de Ciencias Sociales de la Universidad de Chile.
Recibió un reconocimiento por su trayectoria académica en el Magíster de Género y Cultura, en la Facultad de Ciencias Sociales de la Universidad de Chile.
En 2023 fue reconocida como profesora emérita de la Universidad Academia de Humanismo Cristiano. 

## Obras
Una disciplina de la distancia. Institucionalización universitaria de los estudios filosóficos en Chile (Cerc-Cesoc, Chile, 1992).  Este libro aborda el tema de la institucionalidad en la filosofía.
Une discipline de la distance. Institutionnalisation universitaire des études philosophiques au Chili, L`Harmattan, París-Francia, 1997, 198 págs. (traducción al francés por Eric Márquez del libro recién mencionado).
Escenas del cuerpo escindido. Ensayos cruzados de filosofía, literatura y arte (Cuarto Propio/Universidad Arcis, 2005). Este libro aborda asuntos relativos a la filosofía, al género, al cuerpo, la política, a literatura, el arte y la lengua entre otros.
El conflicto entre la letra y la escritura. Legalidades/contralegalidades de la comunidad de la lengua enHispano-América y América-Latina (2013).  Este libro corresponde a una reflexión sobre el uso de la lengua en la convergencia entre pensamiento, idioma y escritura. 

### Colaboraciones
-Marcos Aguirre y Cecilia Sánchez G.(Editores), Reflexiones sobre política y cultura. Marcos García de la Huerta lecturas y deslecturas, Coedición LOM-UAHC, Santiago de Chile,  2016, 221 págs. 
-Marcos Aguirre y Cecilia Sánchez G. (Editores), Réflexions sur la politique et la culture en Amérique Latine. Marcos García de la Huerta lectures et délectures, L’Harmattan, París, 2016, 265 págs.
-Marcos Aguirre y Cecilia Sánchez G.(Editores), Humberto Giannini: filósofo de lo cotidiano, Coedición LOM -Universidad Academia de Humanismo Cristiano, Santiago de Chile, 2010, 286 págs.

### Capítulos de libros
- Cecilia Sánchez: “Marcos García de la Huerta: la reflexión del intra-cuerpo de las modernidades en América Latina”, editores Marcos Aguirre y Cecilia Sánchez, en Reflexiones sobre política y cultura. Marcos García de la Huerta lecturas y deslecturas, LOM-UAHC, 2016, Santiago de Chile, pp. 83-93. 
- Cecilia Sánchez: “Patricio Marchant: escenas de escritura, cuerpo y devaluación”, en Patricio Marchant, prestados nombres, Miguel Valderrama editor, Palinodia, 2012, Santiago de Chile, pp. 69-80. 
- Cecilia Sánchez: “Sobrevivir: tensiones del cuerpo mortal y del inmortal en Hannah Arendt”, en Hannah Arendt: sobrevivir al totalitarismo, edición Miguel Vatter y Horst Nistschack, coedición Lom- Goethe- Institut Chile, 2008, Santiago de Chile, pp. 77-88. 
-Cecilia Sánchez: “Ingreso de las mujeres chilenas en la filosofía. Problemas de visibilidad y de estilos”, en Mujeres chilenas. Fragmentos de una historia, Edición Sonia Montecino, Ed. Catalonia, 2008, Santiago de Chile, pp. 353-366. 
- Cecilia Sánchez: “El lenguaje como archivo: el trazado de Foucault desde la gramática clásica a la lingüística”, en Foucault fuera de sí. Deseo, Historia, Subjetividad, Edición María Emilia Tijoux, Iván Trujillo, Colección y Debates Críticos Universidad Arcis, 2006, Santiago de Chile, pp. 55-66. 
- Cecilia Sánchez: "A la espera del milagro. Naturaleza, mesticidad e intrahistoria en el mundo social latinoamericano", en Ensayismo y modernidad en América Latina, editado por Carlos Ossandón, Lom/ARCIS, 1996, Santiago de Chile, pp. 37-70 

## Recepción
Humberto Giannini señala, en relación con el libro "Una disciplina de la distancia. Institucionalización universitaria de los estudios filosóficos en Chile":

«Cecilia Sánchez trata filosóficamente el tema en cuestión del texto, es decir, apropiándose realmente del problema, hablando desde él o en las cercanías de él.»
Cecilia Sánchez, Una disciplina de la distancia. Institucionalización universitaria de los estudios filosóficos en Chile. Santiago, 1992

Tuillang Yuing, del Fondo de Cultura Económica,   señala  en relación con el libro “El conflicto entre la letra y la escritura. Legalidades/contralegalidades de la comunidad de la lengua en Hispano-América y América-Latina": 

«Cecilia Sánchez lleva a cabo una reflexión cuidadosa sobre el uso de la lengua que se dirige a ese distrito opaco en que se cruzan pensamiento, idioma y escritura, avanzando en la conquista del espacio desatendido de los conflictos y tensiones de la lengua española en sus diferentes momentos.»
Reseña de “Conflicto entre la lengua y la escritura. Legalidades / contralegalidades de la comundiad de la lengua en Hispano-América y América-Latina” Cecilia Sánchez, 2013

Margarita Calderón López, de la Pontificia Universidad Católica de Chile, señala con respecto al libro “Escenas del cuerpo escindido":

«Las alusiones del libro, en general, responderán no sólo a las autorías, sino que problematizarán el sistema social en el que se/nos desarrollan/mos; es por ello que la lectura del libro no se torna en lo absoluto tediosa o en extremo ilustrada, puesto que las temáticas abarcan problemáticas que ciertamente nos son reconocibles..»
Reseña de “Escenas del Cuerpo Escindido. Ensayos cruzados de Filosofía, Literatura y Arte", 2013

A nivel nacional, las investigaciones de Cecilia Sánchez han sido recepcionadas por la comunidad filosófica y las humanidades en general. Ha sido invitada a múltiples conferencias sobre filosofía en Chile en universidades y colegios y también  sobre el vínculo entre literatura, lengua y la formación de los Estados- nación en América Latina. En cuanto a los temas de género, he participado en debates sobre derechos humanos y política. En el campo de la filosofía he participado en congresos y charlas. Por último, recientemente ha sido invitada por alumnos en algunos de sus congresos para hablar sobre temas de género. A nivel internacional, sus investigaciones acerca de la  filosofía en Chile  han hecho que sea invitada a exponer en el Colegio internacional de Filosofía (Francia) y en Argentina, especialmente en la Universidad de Cuyo, recibiendo valiosos comentarios. Sobre el vínculo entre literatura, lengua y la formación de los Estados- nación en América Latina, ha sido invitada al ciclo de Charlas que se realiza en el marco de los Dialogues philosophiques: Rencontres philosophiques entre chercheurs d’Amérique latine et d’Europe. Ciclo de conferencias organizado por la Maison de l'Amerique Latine, 30 de febrero, París, Francia. Sobre filosofía, género y cuerpo, este tema ha sido recepcionado en La universidad de Cuyo a propósito del tema del cuerpo en el contexto de un curso de posgrado. Sobre el pensamiento de Hannah Arendt y Luce Irigaray tiene abierta una invitación para este año 2018 para participar en un encuentro con investigadoras del género dirigidas por Fina Birulés en la Universidad de Barcelona.